# Romualdo de Toledo y Robles
Tiburcio Romualdo de Toledo y Robles (Molina de Aragón, 14 de abril de 1895-Madrid, 24 de mayo de 1974) fue un político español.

## Biografía
Estudió Ciencias exactas en la Universidad de Zaragoza, obteniendo el grado de doctor. Fue secretario técnico del ministro de Instrucción Pública durante la dictadura de Primo de Rivera.
Miembro de la Comunión Tradicionalista, en 1933 fue elegido diputado a Cortes por la circunscripción de Madrid provincia.
Fue asesor de la delegación especial de propaganda de la Comunión Tradicionalista, encabezada por José María Lamamié de Clairac, creada el 22 de mayo de 1934, tras el nombramiento de Fal Conde como secretario general de los tradicionalistas.
En las elecciones de febrero de 1936 no logró acta de diputado en su candidatura en solitario en Logroño tras ser excluido de la lista del Frente Nacional Contrarrevolucionario por el representante provincial de la CEDA.
Al estallar la Guerra Civil Española se hallaba en Madrid, de donde logró escapar a la zona nacional. Fue miembro del Consejo de Dirección de la Confederación Católica de Padres de Familia, presidió una de las comisiones de la Junta Técnica del Estado y entre 1938 y 1951 ejerció de director general de Enseñanza Primaria. En el desempeño de este último cargo estableció, entre otras medidas, la obligatoriedad del crucifijo en las escuelas.
Figura en la lista de los veintidós juristas que, designados por el Ministerio de Gobernación franquista, elaboraron el “dictamen sobre la ilegitimidad de los poderes actuantes el 18 de julio de 1936”, documento publicado el 21 de diciembre de 1938, en el que se exponían los argumentos jurídicos con que se justificó la sublevación militar que dio lugar a la guerra civil española.
Entre 1943 y 1958 fue consejero nacional y procurador en las Cortes franquistas. También fue concejal del Ayuntamiento de Madrid y consejero de la Agencia EFE desde su fundación en 1939.
En 1969 formó parte de una comisión de antiguos diputados tradicionalistas presidida por Ricardo Oreja Elósegui que manifestó su adhesión a Franco en El Pardo tras la expulsión de la familia Borbón-Parma y poco antes del nombramiento de Juan Carlos de Borbón como futuro rey de España.

## Reconocimientos
- Comendador de la Orden de Alfonso X el Sabio (1944)[10]